# Golden Globe Awards 1996
Die 53. Verleihung der Golden Globe Awards fand am 21. Januar 1996 statt.

## Gewinner und Nominierte im Bereich Film

### Bester Film – Drama
Sinn und Sinnlichkeit (Sense and Sensability) – Regie: Ang Lee
- Apollo 13 – Regie: Ron Howard
- Braveheart – Regie: Mel Gibson
- Die Brücken am Fluß (The Bridges of Madison County) – Regie: Clint Eastwood
- Leaving Las Vegas – Regie: Mike Figgis

### Bester Film – Musical/Komödie
Ein Schweinchen namens Babe (Babe) – Regie: Chris Noonan
- Hallo, Mr. President (The American President) – Regie: Rob Reiner
- Sabrina – Regie: Sydney Pollack
- Schnappt Shorty (Get Shorty) – Regie: Barry Sonnenfeld
- Toy Story – Regie: John Lasseter

### Beste Regie
Mel Gibson – Braveheart
- Mike Figgis – Leaving Las Vegas
- Ron Howard – Apollo 13
- Ang Lee – Sinn und Sinnlichkeit (Sense and Sensability)
- Rob Reiner – Hallo, Mr. President (The American President)
- Martin Scorsese – Casino

### Bester Darsteller – Drama
Nicolas Cage – Leaving Las Vegas
- Richard Dreyfuss – Mr. Holland’s Opus
- Anthony Hopkins – Nixon
- Ian McKellen – Richard III.
- Sean Penn – Dead Man Walking – Sein letzter Gang (Dead Man Walking)

### Beste Darstellerin – Drama
Sharon Stone – Casino
- Susan Sarandon – Dead Man Walking – Sein letzter Gang (Dead Man Walking)
- Elisabeth Shue – Leaving Las Vegas
- Meryl Streep – Die Brücken am Fluß (The Bridges of Madison County)
- Emma Thompson – Sinn und Sinnlichkeit (Sense and Sensability)

### Bester Darsteller – Musical/Komödie
John Travolta – Schnappt Shorty (Get Shorty)
- Michael Douglas – Hallo, Mr. President (The American President)
- Harrison Ford – Sabrina
- Steve Martin – Ein Geschenk des Himmels – Vater der Braut 2 (Father of the Bride Part II)
- Patrick Swayze – To Wong Foo, thanks for Everything, Julie Newmar

### Beste Darstellerin – Musical/Komödie
Nicole Kidman – To Die For
- Annette Bening – Hallo, Mr. President (The American President)
- Sandra Bullock – Während Du schliefst (While You Were Sleeping)
- Toni Collette – Muriels Hochzeit (Muriel’s Wedding)
- Vanessa Redgrave – Ein Sommer am See (A Month by the Lake)´

### Bester Nebendarsteller
Brad Pitt – 12 Monkeys
- Ed Harris – Apollo 13
- John Leguizamo – To Wong Foo, thanks for Everything, Julie Newmar
- Tim Roth – Rob Roy
- Kevin Spacey – Die üblichen Verdächtigen (The Usual Suspects)

### Beste Nebendarstellerin
Mira Sorvino – Geliebte Aphrodite (Mighty Aphrodite)
- Anjelica Huston – Crossing Guard – Es geschah auf offener Straße (The Crossing Guard)
- Kathleen Quinlan – Apollo 13
- Kyra Sedgwick – Power of Love (Something to Talk About)
- Kate Winslet – Sinn und Sinnlichkeit (Sense and Sensability)

### Bestes Drehbuch
Emma Thompson –  Sinn und Sinnlichkeit (Sense and Sensability)
- Patrick Sheane Duncan – Mr. Holland’s Opus
- Scott Frank – Schnappt Shorty (Get Shorty)
- Tim Robbins – Dead Man Walking – Sein letzter Gang (Dead Man Walking)
- Aaron Sorkin – Hallo, Mr. President (The American President)
- Randall Wallace – Braveheart

### Beste Filmmusik
Maurice Jarre – Dem Himmel so nah (A Walk in the Clouds)
- James Horner – Braveheart
- Michael Kamen – Don Juan DeMarco
- Alan Menken – Pocahontas
- Patrick Doyle – Sinn und Sinnlichkeit (Sense and Sensability)

### Bester Filmsong
„Colors of the Wind“ aus Pocahontas – Alan Menken, Stephen Schwartz
- „Have You Ever Really Loved a Woman?“ aus Don Juan DeMarco – Bryan Adams, Michael Kamen, Robert John Lange
- „Hold Me, Thrill Me, Kiss Me, Kill Me“ aus Batman Forever – U2
- „Moonlight“ aus Sabrina – Alan Bergman, Marilyn Bergman, John Williams
- „You’ve Got a Friend in Me“ aus Toy Story – Randy Newman

### Bester fremdsprachiger Film
Les Misérables, Frankreich – Regie: Claude Lelouch
- Come due coccodrilli, Italien – Regie: Giacomo Campiotti
- Eine Frau für Zwei (Gazon maudit), Frankreich – Regie: Josiane Balasko
- Schlafes Bruder, Deutschland – Regie: Joseph Vilsmaier
- Shanghai Serenade (Yao a yao yao dao waipo qiao), China – Regie: Zhang Yimou

## Gewinner und Nominierte im Bereich Fernsehen

### Beste Serie – Drama
Party of Five
- Chicago Hope – Endstation Hoffnung (Chicago Hope)
- Emergency Room – Die Notaufnahme (ER)
- Murder One
- New York Cops – NYPD Blue (NYPD Blue)

### Bester Darsteller in einer Fernsehserie – Drama
Jimmy Smits – New York Cops – NYPD Blue (NYPD Blue)
- Daniel Benzali – Murder One
- George Clooney – Emergency Room – Die Notaufnahme (ER)
- David Duchovny – Akte X – Die unheimlichen Fälle des FBI (The X-Files)
- Anthony Edwards – Emergency Room – Die Notaufnahme (ER)

### Beste Darstellerin in einer Fernsehserie – Drama
Jane Seymour – Dr. Quinn – Ärztin aus Leidenschaft (Dr. Quinn, Medicine Woman)
- Gillian Anderson – Akte X – Die unheimlichen Fälle des FBI (The X-Files)
- Kathy Baker – Picket Fences – Tatort Gartenzaun (Picket Fences)
- Heather Locklear – Melrose Place
- Sherry Stringfield – Emergency Room – Die Notaufnahme (ER)

### Beste Serie – Musical/Komödie
Cybill
- Frasier
- Friends
- Seinfeld
- Verrückt nach dir (Mad About You)

### Bester Darsteller in einer Fernsehserie – Musical/Komödie
Kelsey Grammer – Frasier
- Tim Allen – Hör mal, wer da hämmert (Home Improvement)
- Paul Reiser – Verrückt nach dir (Mad About You)
- Jerry Seinfeld – Seinfeld
- Garry Shandling – Die Larry Sanders Show (The Larry Sanders Show)

### Beste Darstellerin in einer Fernsehserie – Musical/Komödie
Cybill Shepherd – Cybill
- Candice Bergen – Murphy Brown
- Ellen DeGeneres – Ellen
- Fran Drescher – Die Nanny (The Nanny)
- Helen Hunt – Verrückt nach dir (Mad About You)

### Beste Miniserie oder bester Fernsehfilm
Unter Anklage – Der Fall McMartin (Indictment: The McMartin Trial)
- Citizen X
- Serving in Silence: The Margarethe Cammermeyer Story
- Truman – Der Mann, der Geschichte schrieb (Truman)
- Verlorene Träume (The Heidi Chronicles)

### Bester Darsteller in einer Miniserie oder einem Fernsehfilm
Gary Sinise – Truman – Der Mann, der Geschichte schrieb (Truman)
- Alec Baldwin – Endstation Sehnsucht (A Streetcar Named Desire)
- Charles S. Dutton – The Piano Lesson
- Laurence Fishburne – Die Ehre zu fliegen (The Tuskegee Airmen)
- James Woods – Unter Anklage – Der Fall McMartin (Indictment: The McMartin Trial)

### Beste Darstellerin in einer Miniserie oder einem Fernsehfilm
Jessica Lange – Endstation Sehnsucht (A Streetcar Named Desire)
- Glenn Close – Serving in Silence: The Margarethe Cammermeyer Story
- Jamie Lee Curtis – Verlorene Träume (The Heidi Chronicles)
- Sally Field – Wechselspiel des Lebens (A Woman of Independent Means)
- Linda Hamilton – Die Bitte einer Mutter (A Mother's Prayer)

### Bester Nebendarsteller in einer Fernsehserie, einer Miniserie oder einem Fernsehfilm
Donald Sutherland – Citizen X
- Sam Elliott – Buffalo Girls
- Tom Hulce – Verlorene Träume (The Heidi Chronicles)
- David Hyde Pierce – Frasier
- Henry Thomas – Unter Anklage – Der Fall McMartin (Indictment: The McMartin Trial)

### Beste Nebendarstellerin in einer Fernsehserie, einer Miniserie oder einem Fernsehfilm
Shirley Knight – Unter Anklage – Der Fall McMartin (Indictment: The McMartin Trial)
- Christine Baranski – Cybill
- Judy Davis – Serving in Silence: The Margarethe Cammermeyer Story
- Melanie Griffith – Buffalo Girls
- Lisa Kudrow – Friends
- Julianna Margulies – Emergency Room – Die Notaufnahme (ER)

## Cecil B. De Mille Award
- Sean Connery

## Miss Golden Globe
Jaime Nicole Dudney (Tochter von Ken Dudney und Barbara Mandrel)